# 花洲桥
花洲桥，又称百花洲桥，是一座位于中国广东省惠州市惠城区的桥梁，亦是出入百花洲岛的通道。该桥始建于1960年，现今的桥梁于1986年重建。

## 构造
现今的花洲桥为惠城区的一座横跨西湖的桥梁，长75米，宽2.7米，材质为钢筋混凝土；桥体下方由32对现浇灌钢筋混凝土方柱支撑。桥梁中段为平板高台，下有三拱四门，拱下方可通行船只；桥梁两侧均安装了混凝土镂花栏杆。

## 历史
1960年，惠州西湖管理部门在花洲桥现时的位置修筑了最早的桥梁，为木制便桥，长78米，宽2米。1974年，有关部门对该桥进行翻修，翻修后的桥面为预制水泥板结构，不设桥栏；桥墩则以砖砌就。1986年，惠州西湖管理委员会再投资人民币2.5万元，将该桥重修为如今的模样。